# Buona pace
| Recensione | Giudizio |
| ---------- | -------- |
| Rumore     |          |

Buona pace è il quarto album in studio del gruppo musicale italiano Cor Veleno, pubblicato il 24 maggio 2010 per RCA Records e distribuito dalla Sony Music .

## Descrizione
Nell'album sono presenti sia brani con tema politico (come Buona pace e Nessuna bandiera bianca) che brani con un tema più personale (come Anche più facile). È presente un solo featuring con Martina May. Questo è l'ultimo album del gruppo pubblicato in vita per Primo Brown.

## Tracce
Testi di Davide Maria Belardi e Giorgio Cinini, musiche di Francesco Saverio Caligiuri.
1. Dentro te – 4:00
2. Buona pace – 4:09
3. L'odore del mare – 3:52
4. Pensami forte – 3:29
5. Falso – 3:30
6. La pelle è la mia – 3:53
7. Anche più facile – 3:26
8. Spezzami l'anima (feat. Martina May Poggi) – 3:32
9. Sto cor veleno – 3:59
10. Quello che verrà domani – 4:08
11. Bam Bam (Bonus) – 3:05
12. Nessuna bandiera bianca (Bonus) – 3:26

## Formazione
- Primo Brown – voce
- Grandi Numeri – voce
- Squarta – produzione, montaggio, missaggio, mastering
- Martina May Poggi – voce aggiuntiva (traccia 8)

## Classifiche
| Classifica (2010) | Posizione massima |
| ----------------- | ----------------- |
| Italia            | 84                |